# Dafne (Peri)
Dafne es una ópera con música de Jacopo Peri y libreto en italiano de Ottavio Rinuccini. Está considerada la primera ópera de la historia, pero desafortunadamente no ha llegado completa hasta hoy. Solo se conserva el libreto, actualmente en la New York Public Library, y algunos fragmentos de la música. Aunque hay dudas acerca de la fecha exacta de su estreno, la opinión mayoritaria es que tuvo lugar en 1598, en el Palacio Corsi, durante la celebración de los carnavales de Florencia. Al parecer, Peri trabajó en ella entre 1594 y 1597.

## Antecedentes
La creación de la primera obra que podemos considerar una ópera tal como la entendemos hoy en día, es decir, la Dafne de Jacopo Peri y Ottavio Rinuccini, fue resultado de un largo proceso. Se barajan varios orígenes posibles de la ópera. Uno de ellos, el arte de improvisar con melodías estereotipadas y con la viola de brazo o el laúd, tradición muy documentada en Italia desde el siglo XV, a veces incorporada a algunas funciones de teatro. Otro origen son las músicas que se interpretaban en los entreactos, los intermedi; como veremos, muy en relación con Dafne. Fue en Florencia, donde se sitúa el nacimiento de la ópera y el estreno de la Dafne de Peri, donde más se cultivaron. Otra importantísima fuente fueron las elucubraciones acerca de la naturaleza de la música y la tragedia griegas, de las que no ha quedado casi nada, por parte de un grupo de pensadores y artistas que tratan de resucitarlas. Nos referimos al grupo que se reúne en Florencia, primero al amparo del conde Bardi y después al de otro noble, Jacopo Corsi, y que vertebran una especie de tertulia, la Camerata Florentina. En ella participan músicos profesionales y con formación completa como el propio Peri o Giulio Caccini, y aficionados como Giovanni Bardi o el mismo Corsi. Junto a ellos, aparecen músicos que también practican el arte o la ciencia, como Vicenzo Galilei, que en su Diálogo de la música antica y la moderna, explica cómo debe ser la música que emule a la griega. La Camerata Florentina llega a las siguientes conclusiones: la música antigua vocal es silábica y consta de una sola melodía; los ritmos se basan en las palabras; rechazan el contrapunto, creen que la polifonía no puede mover los afectos, porque los recursos contrapuntísticos los anulan; con este tipo de música se cantaban tragedias completas, de principio a fin. 
Con estas premisas se elaborará la música de las primeras óperas. La Camerata Florentina trató de llevar a cabo el ideal musical de la tragedia griega revivida, y así nace la ópera. La primera fue Dafne, de la que solo quedan unas pocas piezas en una antología de Peri. A pesar de ello, todas las evidencias sugieren que la obra se cantaba de principio a fin. Parece que Peri y Rinuccini fueron los primeros en ver las posibilidades de aplicar la melodía acompañada con bajo continuo a toda una narración en verso. Tomaron la forma dramática de las fábulas pastorales, y la aplicaron al mito de Dafne. Es posible que también contuviera música de Corsi y quizás de Caccini. En cualquier caso, todos los componentes de la Camerata Florentina participaron de una u otra manera en el proyecto: Corsi financiando, Emilio de Cavalieri como productor… Sí se conserva el libreto de Rinuccini, libretista sumamente importante en el nacimiento de la ópera.

## El compositor

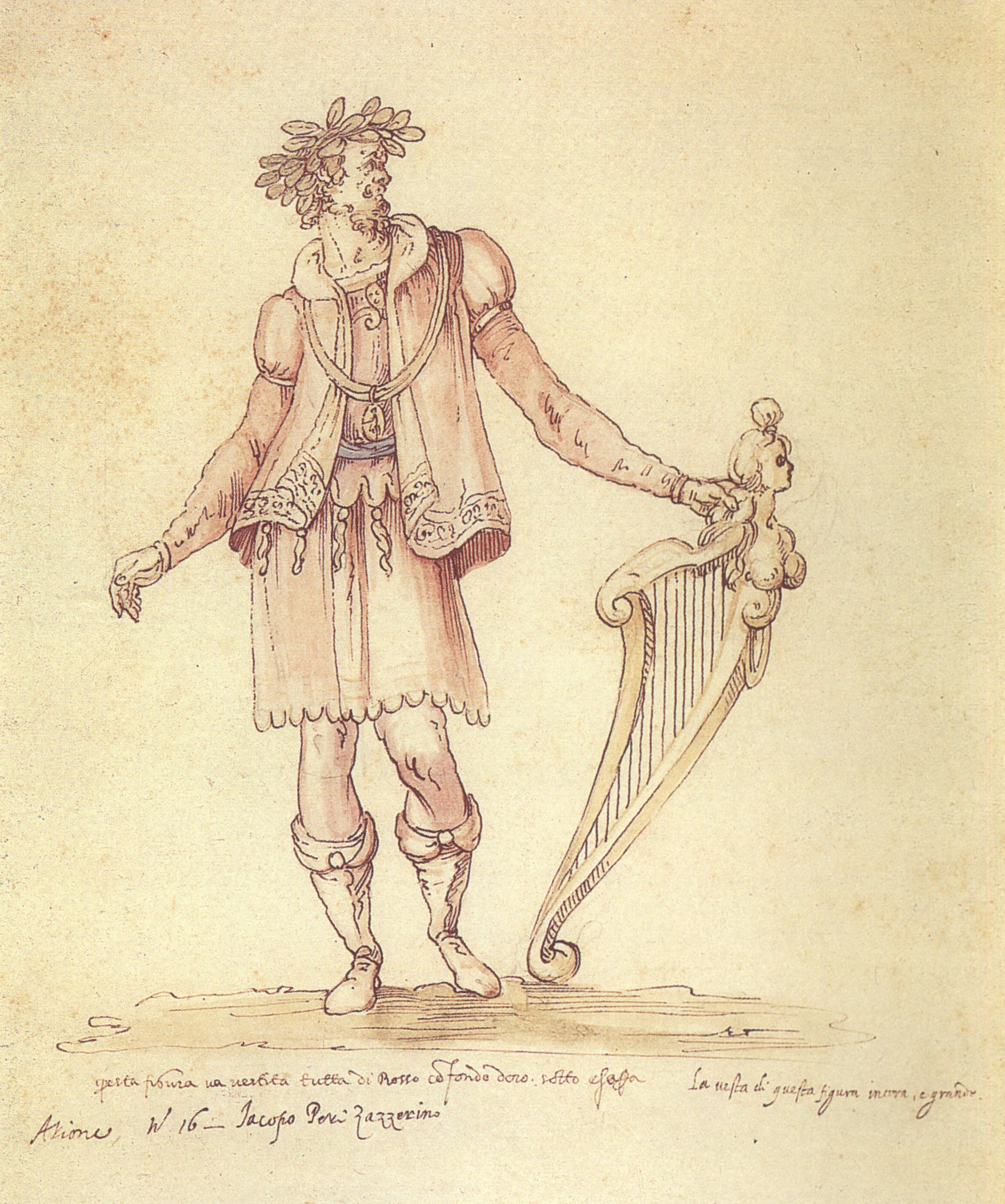
Peri caracterizado como Orión en los Intermedi de La Pellegrina. (Dibujo de Bernardo Buontalenti)

Conocido como Il Zazzerino por su cabello largo y rubio, Jacopo Peri nació el 20 de agosto de 1561 en una familia florentina destacada por su apoyo a la República. Él mismo insistía en definirse como noble, y durante toda su vida buscó los títulos y la apariencia de la nobleza con un ahínco que según Tim Carter rozaba con lo obsesivo. Figura central en el desarrollo de la ópera, sus contribuciones Dafne y Eurídice fueron cruciales para definir el nuevo estilo musical en los primeros años del siglo XVII. Estudió música con Cristofano Malvezzi (ca. 1547-1599), maestro de capilla de la catedral de Florencia y uno de los principales músicos de la ciudad. Malvezzi pronto advirtió la habilidad de su alumno y comenzó a incluir composiciones de este en sus propias publicaciones. En 1588 fue contratado por los Médici como músico, pero su relación con el círculo de esta corte había comenzado antes de su nombramiento, pues ya en 1583 colaboró en los intermedi de Le due persile junto con Malvezzi, Alessandro Striggio y otros. Pero el punto de inflexión lo marcan otros intermedi, los de La Pellegrina, antecedente más inmediato de la ópera. La relación de Peri con la familia Médici, que en 1592 le nombra director musical, continuó durante toda la vida del compositor, que como músico de corte, además de escribir la música para sus entretenimientos teatrales, cantaba, tocaba el órgano en los servicios religiosos, y acompañaba a los castrati. Desafortunadamente, la mayoría de sus composiciones se ha perdido. Apenas se conservan L’Eurídice de 1600, y una antología titulada Le varie musiche, de 1609. Su principal rival en la corte fue Giulio Caccini. Jacopo Peri muere el 12 de agosto de 1633 en Florencia, ciudad donde no es seguro que naciera, pero donde pasó toda su vida.

## Otras obras escénicas de Peri
Se indica título, lugar y fecha de estreno:
- L’Eurídice / O. Rinuccini / Palacio Pitti, 6 de octubre de 1600
- Le nozze di Peleo e Tetide / F. Cini / No se estrenó
- Adone / J. Cicognini / No se estrenó
- Lo sposalizio di Medoro et Angelica / A. Salvadori / Palacio Pitti, 25 de septiembre de 1619
- Iole ed Ercole / A. Salvadori / No se estrenó
- La Flora, o vero Il natal de’ fiori / A. Salvadori / Palacio Pitti, 14 de octubre de 1628.

## El libretista
Ottavio Rinuccini será siempre recordado como el poeta que versificó los primeros dramas cantados de principio a fin. De origen noble, vinculado a la Camerata Florentina y conocedor de sus teorías acerca de cómo debían ser estas obras escénicas, adoptó el sistema métrico propio de fábulas pastorales como Aminta (Tasso) o Il pastor fido (Guarini). Al igual que Peri, mantenía una estrecha relación con Corsi, principal mecenas de Florencia tras la marcha de Bardi a Roma; relación no solo artística, sino también empresarial. Fue asimismo libretista de L’Eurídice, primera ópera que se conservó completa, en dos versiones, una de Peri y otra de su rival Caccini, cuyo éxito se debió en gran parte al libreto. Escribió textos para dos óperas de Monteverdi: Il ballo delle ingrate, y L'Arianna, de la que solo se conserva el célebre Lamento.

## La historia: ¿por quéDafne?

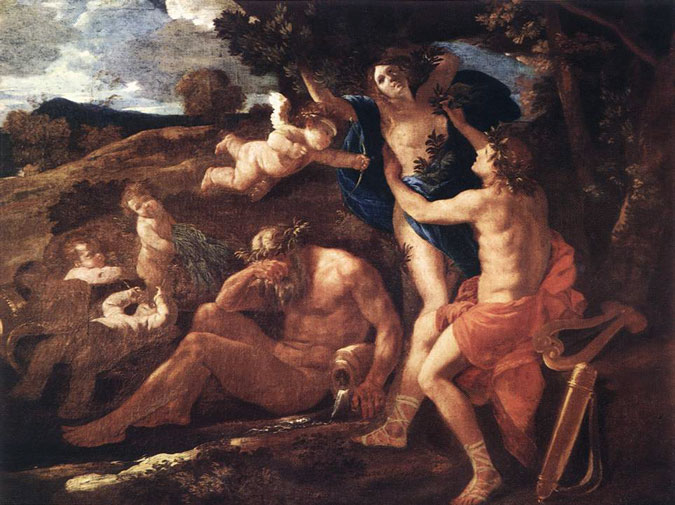
Apolo y Dafne, según Gessi

Puesto que la Camerata Florentina, en cuyo seno se gestó la ópera, buscaba revivir las representaciones de la Grecia clásica, no es de extrañar que tomaran los argumentos prestados de sus mitos – si bien se permitían modificarlos, adaptándolos a los gustos del momento -. Así, encontraremos que un mismo mito será musicado por diversos autores (por ejemplo, el de Orfeo y Eurídice). A esto se añade, como es el caso, la posibilidad de que no solo un mismo mito, sino un mismo libreto, el de Rinuccini, sea empleado por dos o más compositores. También el mito de Dafne ha sido puesto en escena bajo distintos títulos en diversos momentos de la historia: La coronación de Apolo por Dafne, Dafne convertida en laurel, Los amores de Apolo y Dafne... Algunas versiones se conservan, como la de Cavalli, pero la mayoría ha desaparecido. Sus autores son poco conocidos para el gran público, salvo Alessandro Scarlatti, Haendel, Caldara y algún otro. En el siglo XX se ocuparon de ella Giuseppe Mulé (1928), E.W. Mulder (1935) y Richard Strauss (1938), cuya versión se ha vuelto a representar no hace mucho con éxito.
Este mito aparece en el primer libro de las Metamorfosis de Ovidio, que podemos encontrar traducido al castellano por Ana Pérez Vega en la Biblioteca Virtual Cervantes. Su historia, que a tantos compositores y libretistas ha cautivado, trata del amor de Apolo, dios de los arqueros, la música, la profecía y de la luz, por la ninfa Dafne, quien lo rechaza debido a la acción de Eros, irritado con Apolo. Este, en su persecución a Dafne, llega a orillas del río Peneo. Cuando está a punto de alcanzarla, la ninfa pide ayuda a su padre, dios del río, que la transforma en laurel.

## El libreto
El libreto de Ottavio Rinuccini nos habla, en un plano simbólico, de la naturaleza del arte en general y, por extensión, del poder de las nuevas formas de arte en particular. Formalmente, presenta las características típicas de las primeras obras musicales destinadas a ser puestas en escena: el respeto a las reglas del teatro clásico y la concisión en las intrigas. En efecto, la moderación caracteriza al texto de Rinuccini, pues los hechos son más bien relatados o evocados que no representados en escena. Por ejemplo, ni la muerte de Pitón ni la transformación de Dafne tienen lugar a la vista del público, sino fuera de ella. Mezcla diversos tipos de verso, que serán adoptados por otros libretistas: patrones rítmicos libres en pasajes narrados y dialogados, y esquemas más estróficos y estructurados para el prólogo, los coros y diversas arias. Consta de un prólogo y seis escenas, con apenas seis personajes y un coro.

## Personajes
- Ovidio (Prólogo), autor de Las Metamorfosis, obra en la que se basa el libreto.
- Apolo, verdadero protagonista de la fábula al inmortalizar a Dafne.
- Venus, diosa romana relacionada con la belleza, el amor y la fertilidad.
- Amor, hijo de Venus y Marte, y conocido también como Eros y como Cupido.
- Dafne, dríade o ninfa de los árboles que, perseguida por Apolo, huye de él.
- Tirsi:[6] (el mensajero) es uno de los nombres estereotipados más comunes de los personajes del arte bucólico y pastoril europeo de los periodos renacentista y barroco. Aparece en otro libreto de Ottavio Rinuccini, L’Eurídice, como pastor.
- Coro de ninfas y pastores (que se convertirá en algo habitual en estas óperas).

## Escenas
- Prólogo — Ovidio evoca la transformación de la ninfa Dafne en laurel, y el poder de Amor, del que Apolo ha sido víctima pese a su divinidad.

- Escena I — Las ninfas y los pastores, perseguidos por el terrible dragón Pitón, piden ayuda a Apolo, que da muerte al dragón.

- Escena II — Aparecen Venus y su hijo Amor, que encuentran a Apolo errando por el bosque. El dios se burla del hijo de Venus, poniendo en duda su habilidad como arquero, mientras que él, Apolo, ha vencido al monstruo cruel. Venus le advierte que es tan peligroso burlarse de ella como de su hijo, y Amor jura que no descansará hasta hacer a Apolo llorar de dolor.

- Escena III — La hermosa Dafne pregunta a los pastores qué ha ocurrido con el dragón. Ellos le contestan que Apolo le ha matado, tras luchar con valentía contra él. Entonces aparece el dios, y queda subyugado por la belleza de la ninfa, pues Amor le ha disparado una flecha de plata para que se enamore de ella. A su propuesta de ser compañeros de caza, ella responde huyendo bruscamente, alegando su voto de castidad. En realidad, Amor le ha disparado una flecha de plomo que le hace rechazar a Apolo.

- Escena IV — Muestra el triunfo de Amor: Apolo llora desconsolado.

- Escena V — Evoca el destino de Dafne, quien por huir de Apolo ha sido transformada en laurel. Es Tirsi, el mensajero, quien relata a ninfas y pastores (y, por tanto, al público) cómo la dríade se ha transformado en laurel ante sus ojos. Todos lloran su pérdida.

- Escena VI — Apolo se une a ninfas y pastores para llorar la desaparición de su amada. El dios, además de lamentarse, exclama “Ninfa sdegnosa e schiva” (ninfa desdeñosa y esquiva), y consagra al laurel como símbolo de la victoria.

## La música
solo han sobrevivido seis fragmentos: dos coros conservados en versiones para voz solista y bajo continuo, tres canciones estróficas, y un recitativo solista, Qual’ nova meraviglia, donde el mensajero describe la transformación de Dafne en laurel. No está claro qué piezas fueron compuestas por Corsi y cuáles por Peri, aunque un coro es atribuido a Corsi, y Peri presumiblemente escribió el recitativo. Este al parecer había sido llamado en petición de auxilio después de que Corsi, quien ya había compuesto algunas arias y descrito los coros y canciones, se vio abrumado por un proyecto que sobrepasaba sus habilidades de músico aficionado. El estilo musical de los coros deriva de las canciones de danza y canzonettes del siglo XVI; en cuanto a las canciones estróficas, recuerdan a las arias del mismo siglo, y continúan la tradición italiana de declamar poesía sobre melodías estereotipadas. 
El 16 de diciembre de 1634, Pietro Bardi, Conde de Vernio, relata a Giovanni Battista Doni en una carta cómo quedó "mudo de asombro" al escuchar la historia de Dafne de Ottavio Rinuccini, musicada por Jacopo Peri, cantada con el acompañamiento de un pequeño "consort" de instrumentos.
Con frecuencia, la presencia de expresiones tradicionales, si bien traducidas a la moderna voz solista con bajo continuo, en las obras de Peri, ha sido minusvalorada por los analistas de la música del 1600. Del mismo modo, la visión generalizada de Jacopo Peri como cantante devenido en compositor aficionado ha lastrado el estudio de sus composiciones. Es cierto que no se puede comparar al florentino con, por ejemplo, Monteverdi, pero dentro de su nivel sus logros musicales fueron considerables, aunque a veces erráticos. Sin embargo, quizás sea esto lo que distinga su música de las canciones y recitativos más convencionales de muchos de sus contemporáneos.